# Preparazione degli alimenti nella dietetica cinese
La preparazione e presentazione degli alimenti nella dietetica cinese analizza in che modo gli alimenti possono essere lavorati e consumati al fine di sfruttarne al meglio le caratteristiche.
Cosa accada al singolo alimento quando viene sottoposto ai processi di cottura o di conservazione o di unione ad altri alimenti, rappresenta un importante capitolo di tutta la dietetica cinese.
In linea generale nessun alimento viene consumato senza una seppur minima lavorazione. In genere è raccomandata una accurata opera di sminuzzamento che favorisce i procedimenti digestivi. Quindi si possono applicare ai cibi le manovre di battitura (come nel montare a neve l'albume dell'uovo o nella produzione della maionese o della crema o di altri alimenti) o di mescolamento.
Dopo queste semplici lavorazioni gli alimenti possono essere assunti:
- Crudi;
- Cotti;
- Conservati.

## Alimenti Crudi
Degli alimenti crudi si possono sfruttare le seguenti caratteristiche:
Freschezza del JingDal momento che il cibo non viene sottoposto alle alterazioni della cottura, il suo Jing ha subito minime alterazioni. Particolarmente importante è il concetto di freschezza del Jing legato alle verdure che, assunte crude, posseggono il massimo Jing possibile a patto che la loro consumazione sia rapida e che trascorra poco tempo dalla raccolta.
Integrità dell'alimentopoiché questo viene consumato pressoché intero e solo lavato (con particolare riferimento alla frutta e alla verdura).
Semplicità di preparazione e assunzione
Ai vantaggi legati all'alimentazione cruda, si oppongono le negatività che si manifestano:
Abbassamento termicoChe avviene soprattutto con l'assunzione della verdura e della frutta che possiedono con maggior frequenza una Natura Fredda. Questo raffreddamento interviene pressoché sempre a carico dello Stomaco che è il primo viscere che viene in contatto con il cibo.
Impossibilità di correggere gli aspetti indesiderati di alcuni alimentiQuesto avviene soprattutto a carico di alimenti carnei o ittici che sarebbero non solo disgustosi, se assunti crudi, ma risulterebbero addirittura dannosi.
Limitatezza del numero e della varietà di alimentiche si possono consumare crudi.
Le indicazioni all'assunzione dei cibi crudi sono le seguenti:
- Nelle stagioni e nei climi caldi poiché la Natura frequentemente Fresca degli alimenti vegetali e la stessa temperatura oggettiva dell'alimento crudo sono in grado di mitigare gli effetti delle temperature estive;
- Quali contorni ai cibi piccanti e caldi che hanno il potere di riscaldare, a volte eccessivamente, lo stomaco e l'interno dell'organismo, gli alimenti crudi hanno il potere di alleviare questo riscaldamento;
- Per ottenere effetti specifici come il raffreddamento del corpo e la soluzione di malattie da Calore patogeno;

Le controindicazioni all'assunzione dei cibi crudi sono:
- Controindicazioni specifiche di ogni alimento; ad esempio la carne non va mai assunta cruda;
- Nelle malattie Freddo sia da eccesso che da difetto;
- Nelle malattie dello Stomaco;
- Possibilmente sempre, poiché l'alimento crudo può essere spesso impuro o microbiologicamente non idoneo e la cottura potrebbe rimediare a queste improprietà.

Con gli alimenti crudi si possono preparare:
- Insalate
- Macedonie
- Frullati, succhi, Centrifugati, ecc.

## Alimenti cotti
Nella dietetica e nella consuetudine alimentare cinese cuocere il cibo è indispensabile ed assolutamente da consigliare. Ai concetti di purificazione dell'alimento (sterilizzazione e decontaminazione), si unisce il concetto di fusione tra energia alimentare ed energia del fuoco. La cottura determina quanto segue:
Sterilizzazione e decontaminazione del ciboInfatti con il contatto tra l'alimento e il fuoco o l'acqua scaldata dal fuoco, si viene a determinare la disgregazione di tutti quegli agenti patogeni di origine microbica (batteri, virus, protozoi o parassiti) che potrebbero causare l'insorgenza di malattie anche molto gravi;
Incremento del potere energetico dell'alimentoDi più difficile comprensione, questo concetto parte dal fatto che i cinesi ritengono un'eventualità impossibile che il fuoco, venendo a contatto con il cibo, non lasci su di esso un'impronta di tale contatto. Poiché il Fuoco è la massima espressione dello YANG tenderà a lasciare sul cibo una forte quota di questa energia per cui l'alimento, una volta cotto, risulterà maggiormente YANG nella sua globalità. Se il cibo è cotto a fiamma diretta la sua energia YANG sarà maggiore di un alimento cotto in acqua poiché nel secondo caso l'acqua funge da barriera mentre se il cibo è cotto al vapore, quindi senza contatti diretti o indiretti con la fiamma, sarà maggiormente YANG che all'origine poiché il vapore YANG aumenterà la quota YANG dell'alimento in oggetto;
Modificazione della Natura dell'alimentoCiò avviene in seguito all'azione del calore del fuoco. Questo concetto è il più importante di quelli legati alla cottura. Un alimento crudo che avesse una Natura Tiepida una volta sottoposto all'azione diretta della fiamma, massima rappresentazione dello YANG, virerebbe la sua Natura verso quella Calda. Questo è un principio assai importante giacché può far modificare i criteri di scelta di un alimento rispetto ad un altro in funzione di ottenere precisi risultati dietoterapici. La cottura a fiamma diretta induce forti modificazioni mentre la cottura in acqua provoca modificazioni più limitate. Nella cottura a vapore l'alimento vira maggiormente verso la polarità YANG poiché il calore giunge indirettamente sotto forma di vapore, che rappresenta una fisicità notevolmente YANG e vitalizzante.
Con i cibi cotti si preparano principalmente:
- Zuppe
- Arrosti
- Umidi.

## Alimenti conservati
L'usanza di conservare gli alimenti è molto antica soprattutto in considerazione del fatto che durante alcune stagioni dell'anno non era possibile procurarsi del cibo fresco. Tale usanza si è protratta sino ai giorni nostri con finalità e modalità un po' diverse. Le antiche procedure di conservazione oltre alla loro lunga preparazione, potevano portare ad una conservazione non ottimale. In epoca moderna l'uso di sostanze chimiche ha svilito non solo il fine ma anche il valore degli alimenti. Innanzitutto la conservazione altera irrimediabilmente il JING alimentare. È comunque consigliabile astenersi da cibi additivati chimicamente poiché oltre che privare l'alimento della sua energia vitale, causa una alterazione, anche pericolosa, dell'alimento stesso. I metodi più conosciuti di conservazione sono:
Sott'olioPer ottenere la conservazione si utilizza dell'olio d'oliva o di altri semi, per immergervi l'alimento da conservare sfruttando il fatto che l'olio impedisce all'aria di giungere a contatto con l'alimento stesso. In seguito a tale conservazione, l'alimento riceve delle modificazioni tali per cui diventa più grasso e tende a dirigersi prevalentemente verso il Movimento TERRA;
Sott'acetoQuesto metodo di conservazione si fonda sulla forte azione stabilizzante dell'aceto nei confronti degli agenti deterioranti. L'alimento viene immerso nell'aceto totalmente ed in seguito a questa conservazione l'alimento tenderà a dirigere il suo QI verso il Movimento LEGNO;
AffumicazioneConsiste nel porre l'alimento da conservare sotto l'azione di una corrente di fumo, generalmente di legna, in modo che la sua superficie sia in gran parte disidratata e sigillata da una cortina sottile di fuliggine. In questo modo si crea una barriera alla penetrazione dei microrganismi responsabili del degrado biologico dell'alimento stesso. In seguito a questo procedimento l'alimento tenderà a dirigere il suo QI verso il Movimento FUOCO;
EssiccamentoL'essiccamento è un procedimento di conservazione con la finalità di eliminare tutta la componente umida dell'alimento in modo che gli agenti degradanti non possano attecchire. La modificazione energetica porta il QI dell'alimento così conservato a dirigersi verso il Movimento METALLO;
Sotto saleQuesto tipo di conservazione mira ad avvolgere l'alimento di uno strato cristallizzato di sale in modo che questo impedisca agli agenti degradanti di assalire l'alimento in questione. In seguito a questo processo di lavorazione, l'alimento tenderà a dirigere il suo QI verso il Movimento ACQUA;
CongelamentoRappresenta oggi il più diffuso e sicuro sistema di conservazione a patto che le temperature alle quali il cibo viene conservato siano mantenute con uno scarsissimo margine di variazione. Poiché il freddo rappresenta uno dei più potenti sistemi di batteriostasi, si evince che l'alimento riceve una modificazione minima della sua costituzione iniziale anche in virtù del fatto che non vengono aggiunte altre sostanze. Poiché il Freddo si associa al Movimento ACQUA, l'alimento conservato surgelato tenderà ad inviare il suo QI prevalentemente verso il Movimento suddetto. Si può, in più, supporre che l'alimento surgelato tenda a raffreddare quindi nelle indicazioni e nelle controindicazioni al consumo di simili alimenti, va tenuto in considerazione quanto appena esposto.